# Guido Frederico João Pabst
Guido Frederico João Pabst (* 19. September 1914 in Porto Alegre; † 27. April 1980 in Rio de Janeiro) war ein brasilianischer Botaniker und Geschäftsführer einer Fluggesellschaft. Sein offizielles botanisches Autorenkürzel lautet „Pabst“.   

## Leben
Nach dem Besuch der deutschen Schule der Sankt Josephsgemeinde in Pórto Alegre studierte Pabst Elektrotechnik. In den 1950er Jahren wurde er Geschäftsführer der brasilianischen Fluggesellschaft Varig in Rio de Janeiro. Darüber hinaus war er ein renommierter Botaniker, der sich mit der brasilianischen Orchideenflora beschäftigte. Er gründete 1958 das Herbarium Bradeanum, eine der größten Orchideensammlungen aus Santa Catarina und Rio Grande do Sul. 1969 gründete er das Orchideenjournal Bradea. 1975 und 1977 erschien sein zweibändiges Werk Orchidaceae Brasilienses, in dem alle damals bekannten Orchideenarten Brasiliens erstmals illustriert wurden.
Pabst veröffentlichte über 150 Publikationen, in denen etwa 180 Orchideenarten erstmals beschrieben wurden.

## Ehrungen
Nach Guido Pabst wurde der brasilianische Langschwanz-Uferwipper (Cinclodes pabsti), ein Töpfervogel benannt. Auch die Orchideengattungen Pabstia Garay und Pabstiella Brieger &  Senghas sind ihm zu Ehren benannt worden.

## Werke
- G. F. J. Pabst, mit Fritz Dungs und Margaret Mee (Illustrationen): Orchidaceae Brasilienses. Ein zusammenfassendes Werk über brasilianische Orchideen. Portug./Dt./Engl, Brücke-Verlag Schmersow, Hildesheim ISBN 3871050199, Bd. 1 (1975), Bd. 2 (1977)